# Шаботенко Євген Степанович
Шаботенко Євген Степанович — український редактор, сценарист. Член Національної спілки кінематографістів України.
Народився 15 серпня 1936 р. у с. Грем'ячки Чернігівської області. Закінчив Київський державний педагогічний інститут ім. М.Горького (1959). З 1970 р. працює на «Київнаукфільмі».

## Фільмографія
Автор сценаріїв ряду науково-популярних кінокартин:
- «За законами ергономіки» (1972, Золота медаль ВДНГ СРСР),
- «Монотонія і боротьба з нею» (1977, Золота медаль Міжнародного кінофестивалю в Бухаресті, 1978),
- «Жива земля» (1979, Приз і Диплом Всесоюзного кінофестивалю сільськогосподарських фільмів у Єревані, 1981; Бронзова медаль ВДНГ СРСР за найкращий сценарій),
- «Такий важкий колос» (1981),
- «Точка роси» (1989),
- «Чорний колір порятунку» (2007), документальних стрічок:

- кілька серій з циклу «Невідома Україна. Нариси нашої історії» (1993)
- «Документальне кіно України» (1996),
- «Зима надії» (1996, авт. дикт. тексту),
- «Лист без конверта» (1996, авт. сцен.) тощо.

## Нагороди
Нагороджений медалями.